# Mitch Wahl
Mitch Wahl, född 22 januari 1990 i Seal Beach, är en amerikansk professionell ishockeyspelare som spelar för IK Oskarshamn i Hockeyallsvenskan.
Han valdes i den andra omgången som 48:e spelare totalt av Calgary Flames i 2008 års NHL Entry Draft.
Wahl spelade juniorhockey i fyra år med Spokane Chiefs i Western Hockey League (WHL), med vilka han vann WHL-mästerskapet och Memorial Cup år 2008. Han utsågs till First Team All-Star i ligan under säsongen 2009-10 innan han inledde sin professionella karriär. Han var en del av den amerikanska truppen vid junior-VM 2009.
Med 27 mål på 52 matcher vann Wahl skytteligan i Hockeyallsvenskan 2015/16, två mål fler än tvåan Malte Strömwall.
Efter säsongen 2015/2016 så lämnade Mitchell Wahl IK Oskarshamn för spel i Finska Ilves men lämnade klubben efter endast 16 matcher för att återvända till svensk och han valde då kontroversiellt lokalrivalen Västervik IK före sin gamla klubb IK Oskarshamn något som skapade starka känslor bland IKO supportrarna speciellt efter att Mitch Wahl valt att fira ett mål för VIK inför sina gamla fans i BeGe Hockey-Center men sejouren i Västervik blev sammantaget misslyckad och Mitch Wahl hamnade märkligt åter i IK-Oskarshamn där han avslutade säsongen 2016/2017. Sedan så har Mitch Wahl spelat två säsonger i Österrike med Klagenfurt och Innsbruck inför säsongen 2019/2020 så flyttade han till Slovakiska Banska Bystrica.

## Spelarstatistik
| 2005–06    | Spokane Chiefs       | WHL        | 2  | 0  | 0  | 0  | 0   | —  | — | —  | —  | —  |
| 2006–07    | Spokane Chiefs       | WHL        | 69 | 16 | 32 | 48 | 40  | 4  | 0 | 1  | 1  | 5  |
| 2007–08    | Spokane Chiefs       | WHL        | 67 | 20 | 53 | 73 | 63  | 21 | 6 | 8  | 14 | 20 |
| 2008–09    | Spokane Chiefs       | WHL        | 63 | 32 | 35 | 67 | 78  | 12 | 2 | 11 | 13 | 6  |
| 2009–10    | Spokane Chiefs       | WHL        | 72 | 30 | 66 | 96 | 96  | 7  | 4 | 5  | 9  | 8  |
| 2009–10    | Abbotsford Heat      | AHL        | 4  | 1  | 3  | 4  | 0   | 12 | 2 | 4  | 6  | 4  |
| 2010–11    | Abbotsford Heat      | AHL        | 17 | 1  | 4  | 5  | 0   | —  | — | —  | —  | —  |
| 2011–12    | Utah Grizzlies       | ECHL       | 38 | 20 | 20 | 40 | 95  | 3  | 0 | 0  | 0  | 2  |
| 2011–12    | Abbotsford Heat      | AHL        | 5  | 0  | 0  | 0  | 0   | —  | — | —  | —  | —  |
| 2011–12    | Hamilton Bulldogs    | AHL        | 22 | 2  | 3  | 5  | 6   | —  | — | —  | —  | —  |
| 2012–13    | Utah Grizzlies       | ECHL       | 45 | 19 | 40 | 59 | 115 | 4  | 0 | 2  | 2  | 2  |
| 2012–13    | Abbotsford Heat      | AHL        | 6  | 1  | 0  | 1  | 4   | —  | — | —  | —  | —  |
| 2012–13    | Adirondack Phantoms  | AHL        | 15 | 1  | 3  | 4  | 6   | —  | — | —  | —  | —  |
| 2013–14    | EC Red Bull Salzburg | EBEL       | 5  | 0  | 1  | 1  | 9   | —  | — | —  | —  | —  |
| 2013–14    | Idaho Steelheads     | ECHL       | 65 | 17 | 39 | 56 | 160 | 10 | 0 | 1  | 1  | 23 |
| 2013–14    | Utica Comets         | AHL        | 2  | 0  | 0  | 0  | 2   | —  | — | —  | —  | —  |
| 2014–15    | Florida Everblades   | ECHL       | 53 | 15 | 44 | 59 | 94  | 8  | 3 | 3  | 6  | 6  |
| 2015–16    | IK Oskarshamn        | HA         | 52 | 27 | 12 | 40 | 77  | 5  | 1 | 2  | 3  | 0  |
| AHL totalt | AHL totalt           | AHL totalt | 71 | 6  | 13 | 19 | 24  | 12 | 2 | 4  | 6  | 4  |